# William Hamilton Nisbet
William Hamilton Nisbet est un parlementaire et collectionneur d'art écossais né en 1747 et mort le 17 juillet 1822.

## Carrière parlementaire
William Hamilton Nisbet occupe successivement plusieurs postes parlementaires en étant d'abord élu député de la circonscription écossaise de Haddingtonshire en Écosse, de 1777 à 1780, puis de East Grinstead dans le sud de l'Angleterre de 1790 à 1796, et enfin de Newport (île de Wight) de 1796 à 1800.

## Mariage
Thomas Gainsborough fait le portrait de sa femme Mrs Hamilton Nisbet (1756 - 1834) en 1777-1788. Il est aujourd'hui conservé par la Galerie nationale d'Écosse.